# عملية باركلي
كانت عملية باركلي (بالإنجليزية: Operation Ferdinand) عملية خداع عسكري نفذها الحلفاء خلال الحرب العالمية الثانية لدعم عملية هاسكي، غزو الحلفاء لجزيرة صقلية في يوليو 1943.
كان هدف العملية خداع قوات المحور بموقع هجوم الحلفاء عبر البحر المتوسط وصرف انتباه القيادة العسكرية لدول المحور ومواردها. استخدمت عملية باركلي تحركات وهمية للقوات، حركة الاتصالات اللاسلكية، توظيف مترجمين يونانيين وحيازة خرائط يونانية للإشارة إلى حدوث غزو عبر البلقان.
أسست عملية باركلي جيشاً وهمياً شرق البحر المتوسط: حيث كان الجيش الثاني عشر يتألف من 12 فرقة وهمية. اشتبه أدولف هتلر في أن الحلفاء سوف يغزون أوروبا عبر البلقان، عملت باركلي على تعزيز هذه الفكرة.
كجزء من عملية باركلي، أطلق البريطانيون أيضاً عملية اللحم المفروم، حيث زُرعّت وثائق مزورة عبر إسبانيا. ولتعزيز الانطباع بشأن حدوث غزو وشيك للحلفاء، أطلقت منظمة تنفيذ العمليات الخاصة (SOE)، بالتعاون مع المقاومة اليونانية، عملية الحيوانات، سلسلة من الهجمات استهدفت شبكات السكك الحديدية والطرق.
كان الخداع ناجحاً. بحيث خلصت القيادة العليا الألمانية إلى أن هناك تمركز أكبر لقوات الحلفاء في شرق البحر المتوسط مما كان عليه الوضع وتمسكت بهذا التقييم، مما جعل عمليات الخداع اللاحقة أكثر مصداقية. فقد جرى تعزيز القوات الألمانية في البلقان من 8 إلى 18 فرقة وتحويل الأسطول الإيطالي إلى البحر الأدرياتيكي. وهكذا جاء غزو الحلفاء لصقلية مفاجئاً.
أدت الزيادة الكبيرة في عدد قوات الاحتلال الألمانية في اليونان إلى عواقب وخيمة على المقاومة اليونانية. حيث شنت عمليات واسعة النطاق لمكافحة المقاومة، بلغت ذروتها في الأعمال الانتقامية الجماعية مثل مذبحة كالافريتا ومذبحة ديستومو.

## للمزيد من القراءة
- جون لاتيمر, Deception in War, London: John Murray, 2001